# 波多野和俊
波多野和俊（日语：／ Hatano Kazutoshi，1979年4月2日—）是日本男性演員、聲優。大分縣出身。属劇團21世紀FOX和Kaleidoscope事務所。血型AB型。

## 演出作品

### 電視動畫
- 同人Work（星純一郎）
- Gift-prism-（江戶真紀）

2017年
- 海天使的燈火（男學生）

### 劇場版動畫
- 犬夜叉 紅蓮的蓬莱島

### 廣播劇CD
- 魔藥墨角蘭（濱路市矢）

### 遊戲
- Lamento -BEYOND THE VOID-（コノエ）
- Si-Nis-Kanto（Maki）

### 舞台劇
- 劇團21世紀FOX
  - 2001-
  - デュナミス・ボックス
  - -F・f-
  - ALICE IN WONDERLAND
  - 碧い彗星の一夜螺子と振り子
  - 紫煙倶樂部犯罪
  - 十一人少年
  - GOOD MEN
  - CANDY LOVE

## 外部連結
- 劇團21世紀FOX Home Page